# Eupanacra anfracta
Eupanacra anfracta är en fjärilsart som beskrevs av Gehlen. 1930. Eupanacra anfracta ingår i släktet Eupanacra och familjen svärmare. Inga underarter finns listade i Catalogue of Life.